# Pogonolepis
Pogonolepis là một chi thực vật có hoa trong họ Cúc (Asteraceae).

## Loài
Chi Pogonolepis gồm các loài: